# Alfredo Covelli
Alfredo Covelli (Bonito, 22 febbraio 1914 – Roma, 25 dicembre 1998) è stato un politico italiano.
Fondò il Partito Nazionale Monarchico.

## Biografia
Nato il 22 febbraio 1914 a Bonito, in provincia di Avellino, da Fortunato e Tommasina Attanasio, si laureò in lettere e filosofia, in giurisprudenza ed in scienze politiche presso l’Università degli Studi di Napoli Federico II, nella seconda metà degli anni 1930 fu insegnante di latino e greco nel liceo classico Pietro Giannone di Benevento; Covelli vinse il concorso per l'insegnamento di Lingua e Letteratura Italiana negli Istituti Superiori di Berlino, ma rinunciò preferendo rimanere in Italia.
Prese parte alla seconda guerra mondiale come ufficiale dell'aeronautica militare e, dopo una serie di operazioni a Tirana e Bari, ricevette una decorazione al valor militare. Quando Covelli si trovò nel capoluogo pugliese incontrò il re Vittorio Emanuele III di Savoia, da lì le sue idee monarchiche si rafforzano diventando una fede.
Al referendum tra monarchia e repubblica del 2 giugno 1946 sostenne Casa Savoia, e nello stesso anno venne eletto deputato all'Assemblea Costituente tra le file del Blocco Nazionale della Libertà.
A luglio 1946 fondò il Partito Nazionale Monarchico (PNM), di cui venne eletto segretario nazionale, con il quale fu eletto alla Camera dei deputati nel 1948. Fu sempre rieletto a Montecitorio fino al 1976. Parallelamente alla politica, si dedicò anche al giornalismo diventando direttore del Corriere della Nazione.

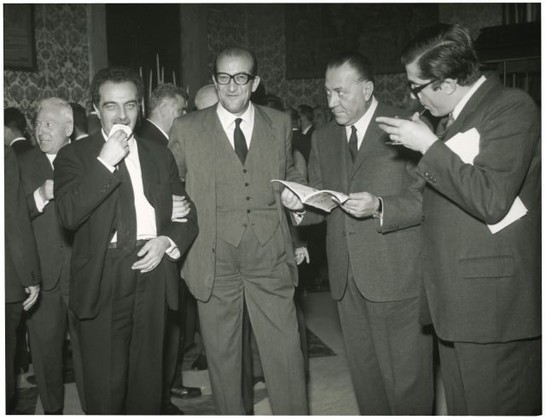
Covelli con Lucio Mario Luzzatto e Francesco Cosentino nel 1967

Nell'aprile 1959 Covelli decise, insieme ad Achille Lauro, capo del Partito Monarchico Popolare, di unificare i loro partiti, dando vita al "Partito Democratico Italiano", successivamente denominato Partito Democratico Italiano di Unità Monarchica (PDIUM). Covelli guidò il nuovo partito fino alle sconfitta elettorale nelle elezioni del 1968. Nel 1972 il partito confluì nel Movimento Sociale Italiano di Giorgio Almirante, che divenne Movimento Sociale Italiano - Destra Nazionale (MSI-DN), sancendo la scomparsa dei monarchici come forza politica autonoma. Covelli entrò nella direzione nazionale del MSI-DN e ne fu anche presidente dal 1973 al 1977. Con quel partito venne ancora una volta eletto alla Camera nelle politiche del 1972, e ancora nel 1976.
Nel 1964 Covelli ricoprì anche un ruolo dirigenziale nel mondo del calcio, diventando consigliere della Lazio.
A gennaio 1977 guidò la scissione del MSI-DN che diede vita alla Costituente di Destra - Democrazia Nazionale (CD-DN), di cui fu presidente, ma due anni dopo, con la scomparsa di CD-DN, preferì ritirarsi dalla politica.
Il 15 gennaio 1998 venne nominato da Vittorio Emanuele di Savoia presidente onorario della Consulta dei Senatori del Regno. Il 25 dicembre dello stesso anno morì a Roma, all'età di 84 anni. Venne sepolto, per sua esplicita richiesta, nella cappella di famiglia a Bonito: suo luogo di nascita; al suo funerale partecipò il Presidente della Repubblica Oscar Luigi Scalfaro, di cui apprezzava il limpido comportamento politico.
Il 16 dicembre 2008 il vasto archivio di appunti, carteggi, lettere, foto e documenti di Covelli è stato donato dai familiari alla Camera dei deputati e reso così consultabile agli studiosi.

## Incarichi Parlamentari
- Componente della Giunta per il Regolamento - I, IV, V legislatura
- Componente della II Commissione (Affari Esterni) - I legislatura
- Componente della VII Commissione (Lavori pubblici) - I legislatura
- Componente della Commissione speciale per l'esame del disegno di legge n. 3077: "Ratifica ed esecuzione degli accordi internazionali per la costituzione della Comunità europea di difesa" - I legislatura
- Componente della Commissione parlamentare d'inchiesta sulla miseria in Italia e sui mezzi per combatterla - I legislatura
- Componente della Commissione articolo 1 legge 23 agosto 1949 n. 681 - I legislatura
- Componente della Commissione parlamentare per la vigilanza sulle radiodiffusioni - I, II, III, IV, V legislatura
- Componente della I Commissione (Affari interni) - II legislatura
- Componente della Commissione speciale per l'esame del disegno di legge n. 1: "Autorizzazione all'esercizio provvisorio del bilancio per l'anno finanziario 1953-1954"
- Componente della Commissione speciale per la ratifica dei decreti legislativi emanati dal Governo durante il periodo della costituente
- Componente della Commissione parlamentare consultiva per il parere sulle norme di attuazione della legge 13 marzo 1950, n. 120, sull'ordinamento dell'Istituto Nazionale Assistenza Dipendenti Enti Locali (I.N.A.D.E.L.)
- Segretario della Giunta delle elezioni - III legislatura
- Componente della II Commissione (Interni) - III legislatura
- Componente della III Commissione (Esteri) - III, IV, V, VI, VII legislatura
- Componente della Commissione speciale per l'esame del disegno e delle proposte di legge concernenti provvedimenti per la città di Napoli - III legislatura
- Componente della Commissione speciale per l'esame del disegno n. 2076, delle proposte di legge nn. 247, 248, 933, 1172, 1714, 1903 e della proposta di inchiesta parlamentare n. 582, concernenti la tutela della libertà di concorrenza - III legislatura
- Componente della Commissione speciale per l'esame del disegno di legge n. 3906: "Istituzione dell'ente per l'energia elettrica e trasferimento ad esso delle imprese esercenti le industrie elettriche" - III legislatura
- Componente della Commissione d'inchiesta sui limiti posti alla concorrenza nel campo economico - III, IV legislatura
- Componente della Commissione parlamentare di inchiesta sul disastro del Vajont - IV legislatura
- Componente della Commissione parlamentare d'inchiesta sugli eventi del giugno - luglio 1964 (Sifar) - V legislatura
- Componente della Rappresentanza della Camera nel Parlamento europeo - V, VI, VII legislatura
- Componente della Commissione parlamentare per il parere al Governo sul finanziamento di regolamenti comunitari - VII legislatura